# McDonnell Aircraft Corporation
A McDonnell Aircraft Corporation foi uma empresa americana fundada por James Smith McDonnell em 1939. Fundiu-se com a Douglas Aircraft Company em 1967, dando origem à McDonnell Douglas, que em 1996 foi comprada pela Boeing por 13 bilhões de dólares.

## Principais Produtos

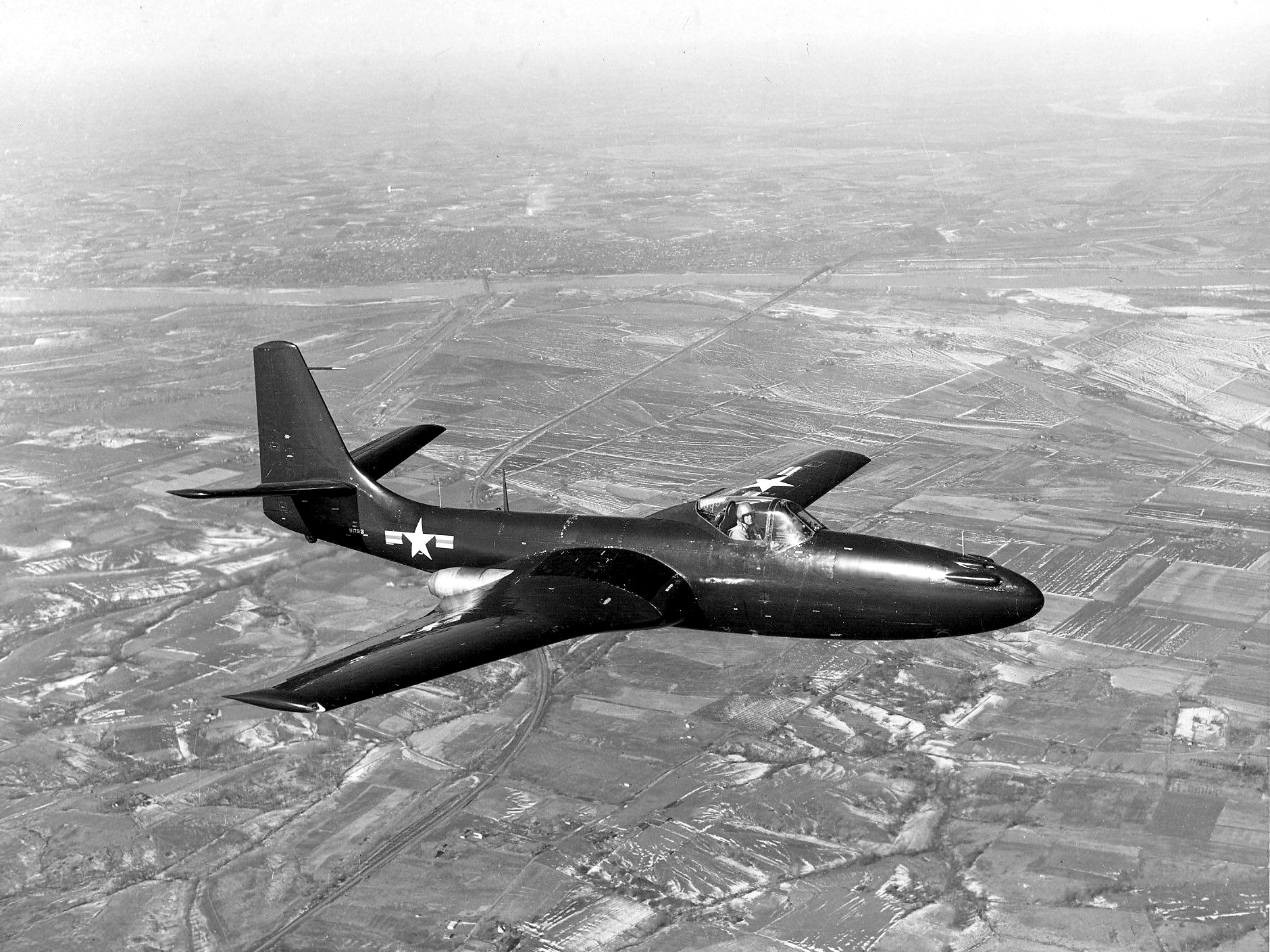
Um FH-1 Phantom em 1948

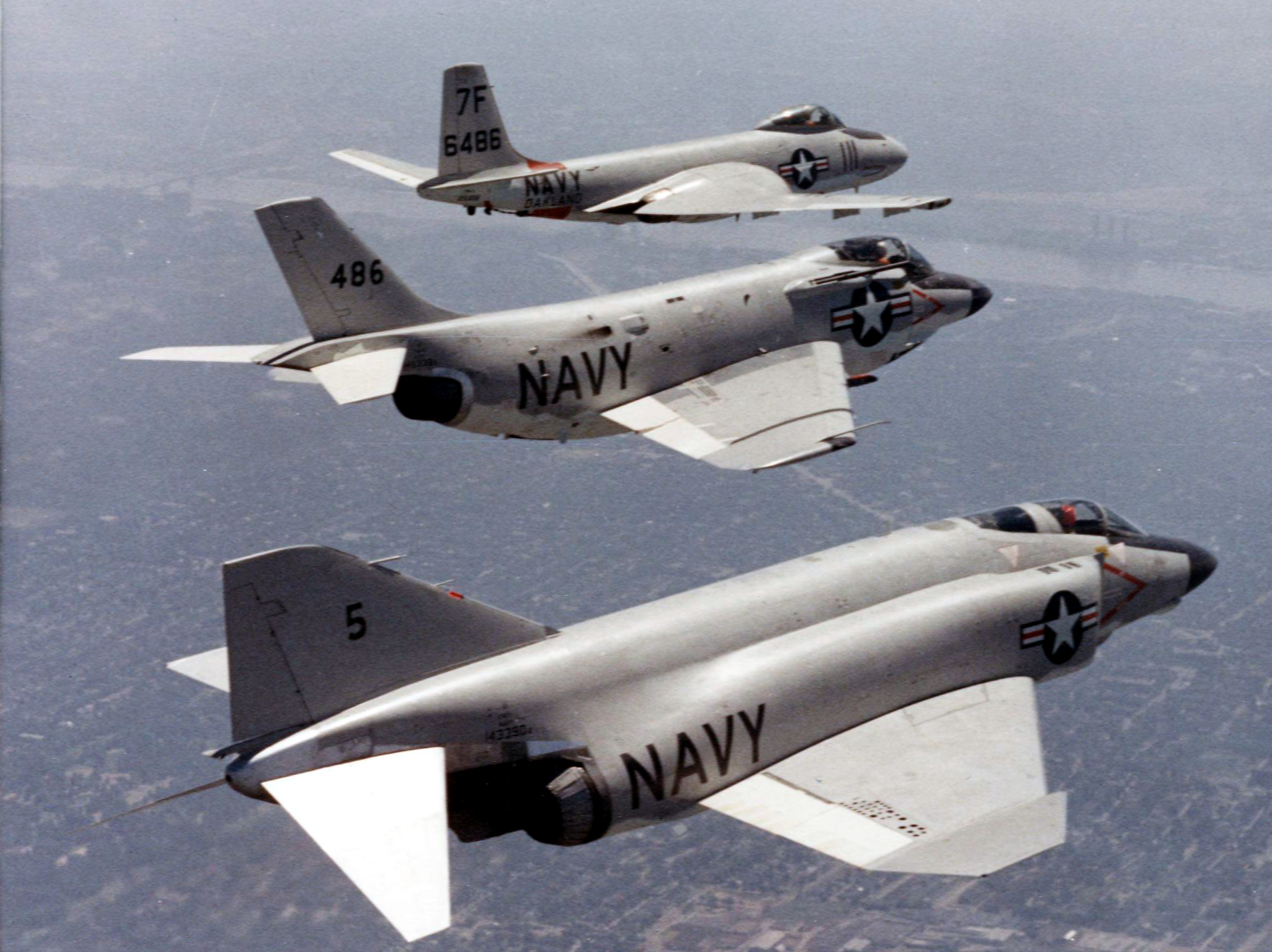
McDonnell F2H Banshee, F3H Demon, e F4H Phantom II

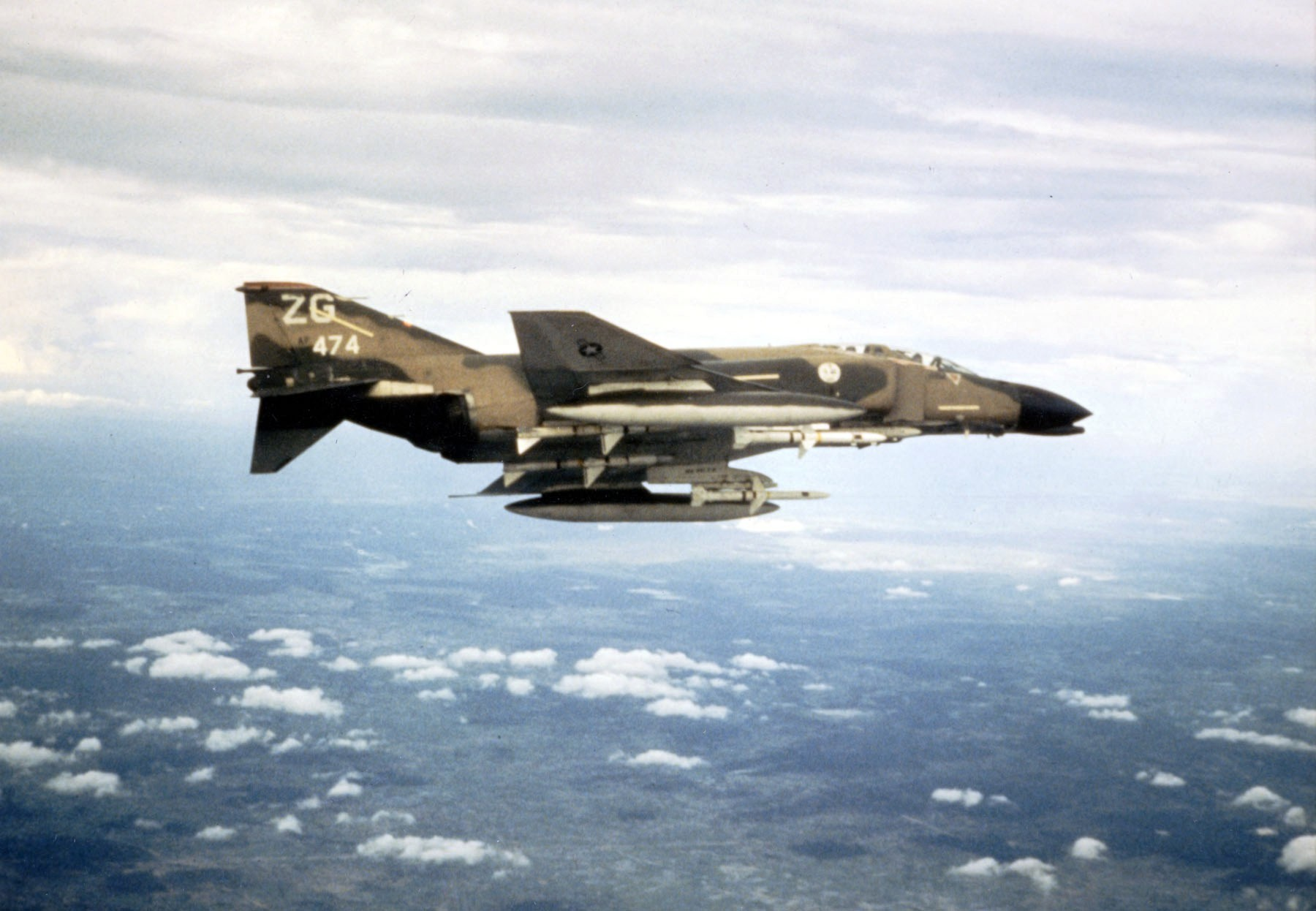
Um caça-bombardeiro McDonnell EF-4C Phantom II

### Militar
- FH Phantom
- F2H Banshee
- F3H Demon
- F-4 Phantom II
- F-101 Voodoo

### Protótipo
- XP-67 Bat
- XF-85 Goblin
- XF-88 Voodoo

### Espaço
- Cápsula Mercury
- Cápsula Gemini
- ASSET

### Míssil
- LBD-1 Gargoyle

### Civil
- McDonnell 119/220

### Helicóptero
- XV-1 Convertiplane
- XH-20 Little Henry
- XHJD-1 Whirlaway